# Concerto pour une voix
Концерт для одного голоса (фр. Concerto pour une voix) — дебютный альбом французского композитора Сен-Прё, вышедший в 1970 году.

## История
Идея о создании дебютного альбома у Сен-Прё возникла после успеха на музыкальном фестивале в Сопоте (Польша), где он дирижировал симфоническим оркестром, в возрасте 19 лет в августе 1969 года.
По возвращении во Францию Сен-Прё на студии звукозаписи Fantasia записал свой дебютный альбом Concerto pour une voix из 11 треков с одноимённой заглавной композицией, которая по мнению музыкальных критиков и определила характерный стиль композитора в дальнейшем творчестве .
В том же году, в течение нескольких недель во Франции было продано более 3 000 000 дисков. Общий тираж альбома проданного по всему миру оценивается более 30 000 000 пластинок.
22 августа 1970 года заглавная песня альбома Concerto pour une voix в Мексике попала в десятку чарта самых исполняемых песен.
В Японии песня попала в двадцатку самых исполняемых песен, выиграла «Золотой диск» и получила национальную премию «Оскар» по номинации за лучшую оригинальную музыку.
С момента публикации альбома, композиции из него исполнялись многими известными музыкантами в число которых входят Maxim Saury, Каравелли, Aimable Pluchard, Раймон Лефевр.

Обложка сборника-переиздания 1995 года.

## Авторские версии заглавной песни
Первое исполнение Concerto pour une voix принадлежит певице Даниэль Ликари (фр. Danielle Licari), также известной исполнением песен к фильму Шербурские зонтики. В её исполнении, по замыслу Сен-Прё, песня прозвучала без слов в манере вокализ в джазовом стиле скэт.
В 1970 году популярная певица Далида исполнила версию Concerto pour une voix с текстом на французском языке. Текст был написан поэтом-песенником Eddy Marnay в сотрудничестве с Сен-Прё. Данная версия также известна под названием «Каждую ночь» (фр. Chaque Nuit), которое составили слова из первой строки песни.
В 2005 году Сен-Прё записал последнюю версию заглавной песни для двух исполнителей (Concerto pour deux voix — Концерт для двух голосов), которыми выступили его младшая дочь Клеманс и популярный французский киноактёр Жан-Батист Монье, известный участием в фильме Хористы.
Отрывок из оригинальной версии, присутствует в композиции Apocalypse альбома The Carnival 1997 года американского исполнителя хип-хопа Вайклефа Жана.
В 2007—2008 годах заглавная песня альбома использовалась во время туров нидерландского дирижёра Андре Рьё.

## Список композиций
| №   | Название                 | Длительность |
| --- | ------------------------ | ------------ |
| 1.  | «Concerto pour une voix» | 4:06         |
| 2.  | «Prélude pour piano»     | 2:32         |
| 3.  | «Andante pour trompette» | 3:13         |
| 4.  | «Concerto pour piano»    | 2:39         |
| 5.  | «Adagio pour trompette»  | 3:41         |
| 6.  | «Divertissement»         | 2:08         |
| 7.  | «Variations»             | 2:31         |
| 8.  | «Sonate vendeenne»       | 1:52         |
| 9.  | «Allegro»                | 2:37         |
| 10. | «Harmonies»              | 2:22         |
| 11. | «Impromptu»              | 2:13         |